# مفجر الأشعة السينية
مفجرات الأشعة السينية X-ray bursters أو XRB في علم الفلك هي فئة من نجوم ثنائي أشعة إكس ذات الكتلة المنخفضة التي تظهر زيادات دورية وسريعة في اللمعان (إجمالا بمعدل 10 أو أكثر) في أوْج الأشعة السينية في الطيف الكهرومغناطيسي.
تستخدم كتلة النجم المانح لتصنيف النظام إما «ثنائي أشعة إكس كتلة عالية» (فوق 10 كتلة شمسية (M☉)) أو «ثنائي أشعة إكس كتلة منخفضة» (أقل من 1 M☉)،

## الوصف

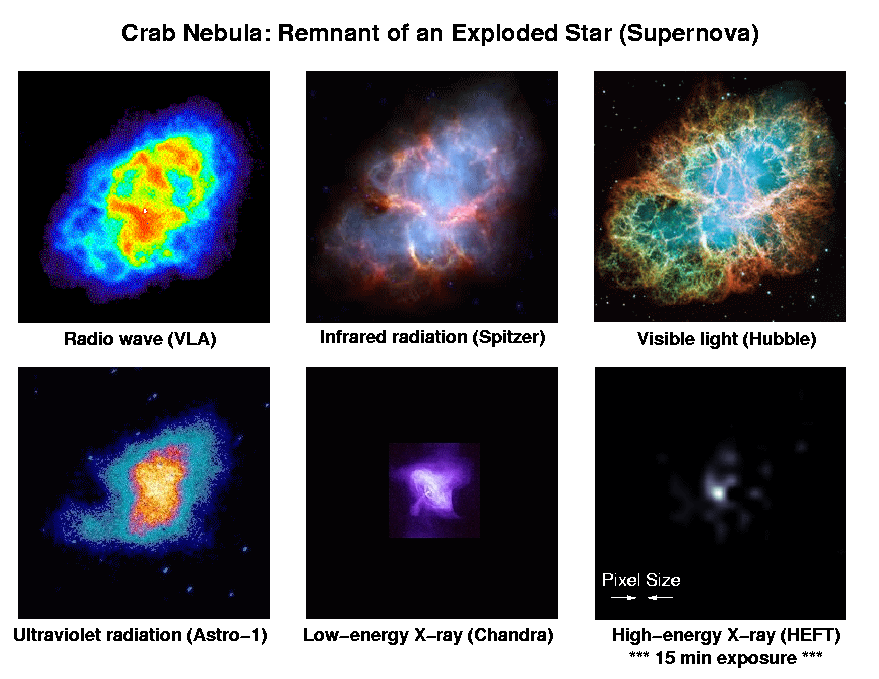
سديم السرطان : بقايا نجم منفجر (مستعر أعظم).الصور للضوء المرئي، وصور لأشعة أكس ذات أطوال موجة مختلفة تدل على شدة ارتفاع درجة حرارة المصدر، إلتقطتها تلسكوبات مختلفة، كل منها يرى حيز ضيق من أطوال الموجة.

تتكون فئة مفجرات الأشعة السينية  من نجم نيوتروني عالي المغناطيسة ونجم من التسلسل الرئيسي منخفض الكتلة في مدار حول بعضها البعض. ونظرا لقربها والجاذبية العالية للنجم النيوتروني، فإن النجم المصاحب يتجاوز حيز روش ويوجه الهيدروجين إلى قرص التراكم حول النجم النيوتروني.
يترسب الهيدروجين في نهاية المطاف على سطح النجم النيوتروني ويتم تحويله فورا إلى الهيليوم بسبب درجات الحرارة الشديدة والضغط التي توجد في منطقة قرص التراكم. وتتكون طبقة سطحية رقيقة من الهيليوم، وعندما يصل الهيليوم إلى كتلة حرجة، فإنه يشتعل متفجرا، ويسخن سطح النجم النيوتروني إلى عشرات الملايين من الدرجات، مطلقا انفجارا مفاجئا من الأشعة السينية. وبمجرد انتهاء الفورة، يعود النظام الثنائي مؤقتا إلى حالته الهادئة بينما يبدأ النجم النيوتروني بإعادة تجميع طبقة سطح الهيليوم. وتتكرر العملية الناتجة عن انفجارات الأشعة السينية بشكل دوري.
تُستخدم كتلة النجم المانح لتصنيف النظام على أنه إما كتلة عالية (أعلى من 10 الكتلة الشمسية (M☉) أو كتلة منخفضة (أقل من 1 كتلة شمسية) لثنائي الأشعة السينية، والمختصر بـ HMXB و LMXB على التوالي. تختلف مفجرات الأشعة السينية من حيث مشاهدة مصادر الأشعة السينية العابرة الأخرى (مثل النجوم النابضة للأشعة السينية وأشعة سينية عابرة، مما تظهر كارتفاع حاد (يستغرق 1 - 10 ثوانٍ) متبوعًا بما يسمى التليين الطيفي (خاصية انخفاض درجة حرارة  الأجسام السوداء). تتميز الطاقة المتدفقة الفردية من نظام الأشعة السينية بتدفق متكامل يبلغ 10  32–33  جول،  مقارنة بالسطوع الثابت الذي يبلغ 10  32  جول لتراكم ثابت على نجم نيوتروني.
على هذا النحو، فإن النسبة α بين الانفجار الأشعة السينية الوقتي والتدفق المستمر المعتاد، تتراوح من 10 إلى 10  3  ولكنها عادةً ما تكون في حدود 100.  تتكرر إصدارات الأشعة السينية المنبعثة من معظم هذه الأنظمة على فترات زمنية تتراوح من ساعات إلى أيام، على الرغم من وجود أوقات تكرار أطول في بعض الأنظمة. ولا يزال يتعين دراسة رشقات نارية ضعيفة مع أوقات تكرار تتراوح بين 5-20 دقيقة، وتمت بعض ملاحظتها في بعض الحالات الأقل شيوعًا.  يمكن أن يشير الاختصار "XRB" "إما إلى الجسم (مفجر الأشعة السينية) أو الانبعاث المرتبط به (انفجار الأشعة السينية). هناك نوعان من XRB . النوع الأول أكثر شيوعًا من النوع الثاني، وله سبب مختلف تمامًا. النوع الأول ناتج عن إصدار نووي حراري، بينما النوع الثاني ناتج عن إطلاق طاقة الجاذبية.

## الفيزياء الفلكية للانفجار النووي الحراري
عندما يملأ نجم في  ثنائي حيز روش (إما بسبب قربه الشديد من رفيقه أو لوجود نصف قطر كبير نسبيًا)، فإنه يبدأ في فقد المادة، والتي تتدفق نحو نجم نيوتروني يرافقه. قد يتعرض النجم أيضًا لفقدان كتلة بتجاوز حد إدنجتون، أو من خلال الرياح النجمية القوية، وقد تنجذب بعض هذه المواد جاذبيًا إلى النجم النيوتروني. في حالة فترة مدارية قصيرة ونجم شريك ضخم، قد تساهم هاتان العمليتان في نقل المواد من النجم المرافق إلى النجم النيوتروني. في كلتا الحالتين، تنشأ المادة المتساقطة من الطبقات السطحية للنجم المانح وهي غنية بـ الهيدروجين والهليوم. تتدفق المادة من المانح إلى المكتسب عند تقاطع اثنين من Roche Lobes ، وهو أيضًا موقع نقطة لاغرانج الأولى L1. وبسبب دوران النجمين حول مركز ثقل مشترك، فإن المادة تشكل بعد ذلك طائرة نفاثة تتحرك باتجاه المجمع. نظرًا لأن النجوم المضغوطة لها  مجالات الجاذبية فإن المادة تسقط بسرعة عالية وزخم زاوي تجاه النجم النيوتروني. ومع ذلك، فإن الزخم الزاوي يمنعه من الانضمام على الفور إلى سطح النجم المكتسب. يستمر في الدوران حول المكتسب في مستوى المحور المداري، متصادمًا مع مواد تراكمية أخرى في طريقه؛ وبالتالي يفقد طاقة، وبذلك يشكل قرص مزود، والذي يقع أيضًا على مستوى المحور المداري. في انفجار الأشعة السينية تتراكم هذه المادة على سطح النجم النيوتروني وتشكل طبقة كثيفة. بعد ساعات من التراكم والضغط الثقالي، ترتفع درجة الحرارة ويبدأ الاندماج النووي. يبدأ الاندماج النووي كتفاعل مستمر مستقر، ومع ذلك، تؤدي دورة CNO (دورة كربون-نيتروجين-أكسجين) الساخنة إلى تراكم مستمر يتسبب في تدهور غلاف المادة الخارجية للنجم، حيث ترتفع درجة الحرارة (إلى أكثر من 1 × 10  9  كلفن)؛ ولكن هذا لا يخفف من الظروف الديناميكية الحرارية. يؤدي هذا إلى تفضيل تفاعل ألفا الثلاثي بسرعة، مما يؤدي إلى وميض الهيليوم. تسمح الطاقة الإضافية التي يوفرها هذا التفاعل بحرق دورة كربون-نيتروجين-أكسجين CNO للاندماج في إصدار نووي حراري. في المرحلة المبكرة من الرشقة، توجد تفاعل alpha-p ، والتي تؤدي بسرعة إلى عملية التقاط بروتون. يمكن أن تستمر عملية التخليق النووي إلى أوزان ذرية تصل إلى A = 100، ولكن تبين أنه ينتهي بشكل نهائي عند التيلوريوم-107 (Te107). في غضون ثوانٍ يتم حرق معظم المواد المتراكمة، مما يؤدي إلى حدوث وميض أشعة سينية ساطع يمكن مشاهدته باستخدام تلسكوبات الأشعة السينية (أو تلسكوبات أشعة جاما). تشير النظرية إلى أن هناك العديد من أنظمة الاحتراق التي تسبب اختلافات في الانفجار النووي الاندماجي: مثل حالة الاشتعال، والطاقة المنبعثة، والتكرار، مع الأنظمة الناتجة من التركيب النووي، سواء من المواد المتراكمة أو الرماد المتفجر. يعتمد هذا في الغالب على محتوى الهيدروجين أو الهيليوم أو الكربون. قد يكون الاندماج الكربوني أيضًا سبب «الانفجارات الفائقة» النادرة للغاية.

## مشاهدة انفجارات أشعة إكس
نظرًا لأن كمية هائلة من الطاقة يتم إطلاقها في فترة زمنية قصيرة في هيئة فوتونات عالية الطاقة وفقًا لنظرية  إشعاع الجسم الأسود، في هذه الحالة تكون في هيئة الأشعة السينية. يمكن ملاحظة هذا الإطلاق للطاقة على أنه زيادة في لمعان النجم باستخدام  تلسكوب فضائي، ويسمى الحدث «انفجار الأشعة السينية». لا يمكن مشاهدة هذه الانفجارات على سطح الأرض لأن الغلاف الجوي لدينا  معتم للأشعة السينية (أي يمتصها الجو قبل وصولها إلينا). تُظهر معظم النجوم المتفجرة للأشعة السينية انفجارات متكررة لأن التدفقات ليست قوية بما يكفي لعدم استقرار النجم أو مداره. وقد تبدأ العملية برمتها مرة أخرى. معظم إصدارات الأشعة السينية لها فترات غير منتظمة وهي تكون في حدود بضع ساعات أو تصل إلى عدة أشهر. هذا يعتمد على عوامل كثيرة: مثل كتل النجوم، والمسافة بين النجمين، ومعدل تراكم المادة المكتسبة، والتكوين الدقيق من المواد المتراكمة. من ناحية المشاهدة تُظهر فئات «انفجار الأشعة السينية» ميزات مختلفة. إنفجار الأشعة السينية من «النوع الأول» له ارتفاع حاد يتبعه انخفاض بطيء وتدريجي لطيف اللمعان. يُظهر انفجار الأشعة السينية من «النوع الثاني» شكل نبضة سريعة وقد يكون لها العديد من النبضات السريعة مفصولة بمدة دقائق. ومع ذلك، من مصدرين فقط شوهدت إصدارات من الأشعة السينية من النوع الثاني، ولكن كانت معظم إصدارات الأشعة السينية من النوع الأول.
تم تسجيل المزيد من الاختلافات التفصيلية الدقيقة في مراقبة الاصدارات النجمية لاشعة إكس مع تحسن تلسكوبات التصوير بالأشعة السينية. ضمن شكل منحنى الضوء المألوف، لوحظت حالات شاذة مثل تذبذبات (تسمى التذبذبات شبه الدورية) والانخفاضات، مع تقديم تفسيرات نووية وفيزيائية مختلفة، على الرغم من عدم إثبات أي منها وتحتاج إلى مزيد من الدراسة. يكشف التحليل الطيفي مظهر امتصاص 4 كيلو إلكترون فولت وامتصاص لخطوط الهيدروجين وما يشابه الهيليوم وكذلك لخطوط طيف الحديد Fe ، ولكن يُعتقد أنها نابعة من قرص التنامي. قدمت الدراسة اللاحقة للانزياح الأحمر الذي يبلغ قدره Z = 35 لـ EXO 0748-676 قيدًا مهمًا لمعادلة نصف قطر والكتلة للنجم النيوتروني، وهي علاقة لا تزال لغزًا ولكنها تمثل أولوية رئيسية لمجتمع الفيزياء الفلكية.

## تطبيقات في علم الفلك
يمكن اعتبار انفجارات الأشعة السينية المضيئة شموعًا قياسية، لأن كتلة النجم النيوتروني تحدد درجة لمعان الانفجار. لذلك، فإن مقارنة إصدار الأشعة السينية المرصودة بالقيمة المتوقعة ينتج مسافات دقيقة نسبيًا. كما تسمح عمليات رصد إصدارات الأشعة السينية أيضًا بتحديد نصف قطر النجم النيوتروني.